# National University of Ireland
NUIG (engelska: National University of Ireland, Galway, NUI Galway, UCG, University College Galway, iriska: Ollscoil na hÉireann, Gaillimh) är ett universitet i republiken Irland. Det ligger i grevskapet Galway och provinsen Connacht, i den centrala delen av landet, 190 km väster om huvudstaden Dublin. 